# Heo Sol-ji
Heo Sol-ji (hangul: 허솔지; hanja: 許率智; Seongnam, 10 de janeiro de 1989), mais frequentemente creditada apenas como Solji (hangul: 솔지) é uma cantora sul-coreana. Em 2006, ela estreou no duo de balada 2NB. Ela foi treinadora vocal antes de se tornar membro do EXID.

## Carreira
Solji era anteriormente membro da dupla 2NB e lancou singles solos em 2008. A dupla chegou ao fim em 2012. Ela então trabalhou como treinadora vocal do EXID antes de se tornar membro. Em abril de 2012, a AB Entertainment anunciou que três membros originais Yuji, Dami e Haeryeong deixariam o grupo feminino EXID. Solji então se juntou ao EXID juntamente com Hyelin, ex- participante do Superstar K3. Em fevereiro de 2013, EXID formou uma sub-unidade chamada "Dasoni", que consistiu nas integrantes Solji e Hani. A sub-unidade lançou seu single de estréia Goodbye em 15 de fevereiro de 2013, que incluiu também a música Said So Someten. Em fevereiro de 2015, Solji participou de um programa de competição de canto, o King of Mask Singer da MBC para seu episódio piloto. Ela derrotou a cantor e comediante Shin Bo-ra e a cantora Hong Jinyoung, e se tornou o primeiro vencedor do show, impressionando o painel de juízes e os espectadores. Isso chamou muita atenção para EXID e reforçou a reputação de Solji como uma talentosa vocalista.
Em 8 de fevereiro de 2016, Solji, bem como treinador vocal e amigo Doo Jinsoo, foram convidados a se juntar ao Duet Song Festival da MBC para o episódio piloto de seu especial Ano Novo Lunar. Subiram contra o rapper do Zico do Block B e seu parceiro Lee Soyoung. Solji e seu parceiro emocionalmente cantaram The Sky in the West (서쪽 하늘) do Lee Seungcheol. No final, Solji e Doo Jin-soo ganharam com uma pontuação de 477, que ainda é a maior pontuação no show, e impressionou novamente os juízes e os espectadores. Em 8 de abril de 2016, Solji e seu parceiro foram convidados de volta a competir no Duet Song Festival da MBC para seu primeiro episódio. Eles foram os últimos artistas para cantar no episódio, assim, competir com Luna do f(x) e Goo Hyunmoo. Solji cantou 8282 do Davichi. No final, Solji ganhou novamente com uma pontuação de 439 e, assim, aumentando a popularidade do EXID e sua reputação como cantora.
Em 21 de dezembro de 2016, Solji foi diagnosticada com hipertireoidismo, fazendo-a se afastar das atividades do grupo, enquanto os outros 4 membros continuam suas promoções com o grupo. Ela fez uma aparição surpresa no Asia Tour in Seoul do EXID no dia 13 de agosto de 2017, mas ela ainda não tinha autorização médica para retornar às atividades em grupo. Ela, entretanto, participou das gravações do quarto mini-album do grupo, Full Moon, apesar de não ter se envolvido em suas promoções e apresentações. Ela também se manteve ativa como uma DJ de rádio. No dia 4 de julho de 2018, Solji revelou que sua condição havia se estabilizado o suficiente para se preparar para seu retorno no próximo comeback do EXID. No dia 27 de julho, foi confirmado pela agência que ela estaria de volta para o debut japonês do EXID.
De 22 de julho a 23 de outubro de 2018, ela competiu e defendeu seu título como King of Masked Singer mais 5 vezes. Com suas vitórias, ela se tornou a única pessoa que venceu o título sob ambas personificações.
No dia 5 de fevereiro de 2020, Solji deixou a Banana Culture apesar de se manter como membro do EXID em atividades futuras.
No dia 23 de março de 2020, Solji assinou com a C-JeS Entertainment para trabalhar em sua carreira solo.

## Vida pessoal
Solji formou-se em Música Aplicada no Instituto Dong-ah de Mídia e Artes. Em dezembro de 2016, ela foi diagnosticada com hipertiroidismo e entrou em hiatus das atividades do grupo EXID até julho de 2018. Ela também se inscreveu na Kyung Hee Cyber University para estudar o programa de música prática durante seu tempo de hiatus.

## Discografia

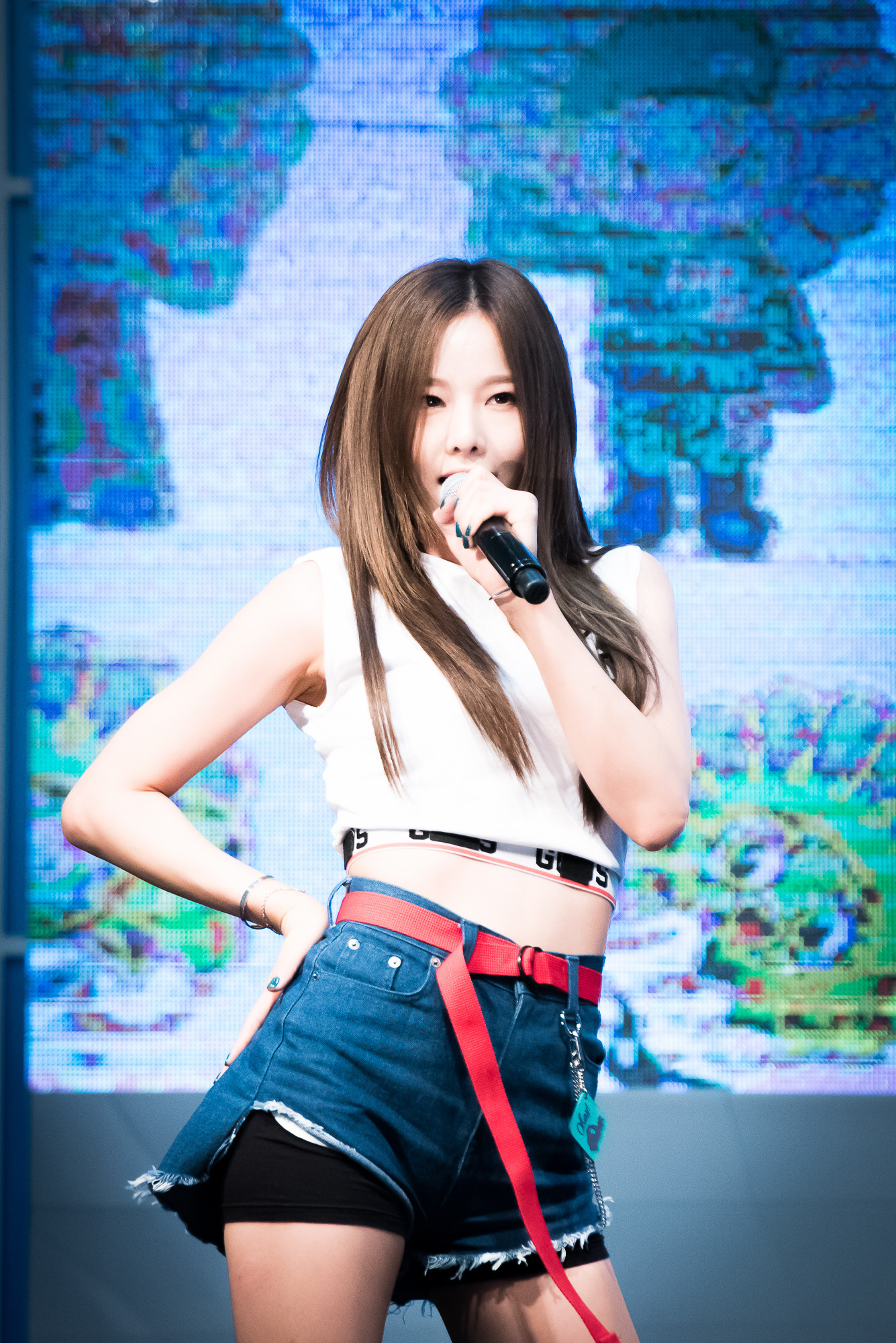
Solji se apresentando na KBS Cool FM em julho de 2016

### Álbuns de Single
| Título               | Detalhes do álbum                                                                                       | Faixas |
| -------------------- | --- | --- |
| Challenge            | - Lançamento: 15 de Janeiro de 2008 - Formatos: CD, digital download                                    | 1. 미워서 (Feat. 수호) 2. 사랑했던 날 3. 미소 4. 말아요                                                                      |
| In Jongno            | - Lançamento: 22 de Maio de 2008 - Formatos: CD, digital download                                       | 1. 종로에서 (Feat. PK헤만) 2. 내게 남은 사랑을 드릴께요 3. 조금만 사랑했다면 4. 종로에서 (inst.) 5. 종로에서 (Chinese ver.)  |
| As the First Feeling | - Lançamento: 22 de Julho de 2008 - Formatos: CD, digital download                                      | 1. 처음 그 느낌처럼 (remix) 2. 처음 그 느낌처럼 3. 종로에서 (feat. PK헤만) 4. 내게 남은 사랑을 드릴께요 5. 조금만 사랑했다면 |
| Rains again          | - Lançameto: 9 de julho de 2020 - Gravadora: CJ Entertainment, Kakao M - Formatos: CD, digital download | 1. 오늘따라 비가 와서 그런가 봐 2. 오늘따라 비가 와서 그런가 봐 (Inst.)                                                      |

### Singles
| Ano  | Canção                            | Artista                        | Notas                         |
| ---- | --------------------------------- | ------------------------------ | ----------------------------- |
| 2008 | "The Day I Loved"                 | Solji                          |                               |
| 2008 | "Love Shake"                      | Solji                          | LOVE & LAW OST                |
| 2009 | "If You Want to Give Up"          | Solji e Sin-gun                |                               |
| 2009 | "Goodbye, My Lover"               | Solji e Hye-sung               |                               |
| 2009 | "First Love"                      | Solji, Ah-in e Back Attack     |                               |
| 2010 | "You are Away from Me"            | Solji                          | Wife Returns OST              |
| 2011 | "Be with You"                     | Solji e PK Heman               |                               |
| 2011 | "Last Tango"                      | Solji, Heo In-chang e PK Heman |                               |
| 2012 | "Unromantic"                      | Solji, PK Heman, Kim Hyun-joo  |                               |
| 2015 | "Love Sweet"                      | Solji                          | The Producers OST             |
| 2015 | "Shouldn't Have Treated You Well" | Welldone Potato e Solji        |                               |
| 2016 | "You And I"                       | Solji                          | Sweet Stranger and Me OST     |
| 2018 | "In This Place"                   | Solji                          | Ralph Breaks the Internet OST |
| 2019 | "Within Your Reach"               | Solji                          | Perfume OST                   |
| 2019 | Solji                             | Love with Flaws OST            |                               |
| 2020 | "Walking On This Street"          | Solji                          | Forest OST                    |
| 2020 | "One Day"                         | Solji                          | Find Me in Your Memory OST    |
| 2020 | "One Person"                      | Solji                          | 18 Again OST                  |

### Dasoni
- Good Bye (2013)
- Said So Often (2013)

## Filmografia

### Programas de variedade
| Ano  | Título              | Emissora    | Notas                                           |
| ---- | ------------------- | ----------- | ----------------------------------------------- |
| 2015 | King of Mask Singer | MBC         | como "Self-Luminous Mosaic"                     |
| 2015 | EXID's Showtime     | MBC Every 1 | com membros do EXID                             |
| 2016 | Battle Trip         | KBS2        | com Hani (Episódios 2–3)                        |
| 2018 | Under Nineteen      | MBC         | Jurada/Mentora/Diretora vocal                   |
| 2018 | King of Mask Singer | MBC         | como "Dongmakgol Girl"                          |
| 2019 | Love Me Actually    | MBC         | Apresentafora especial nos episódios 9, 10 e 11 |
| 2019 | Immortal Songs      | KBS         | Episódios 415, 423 e 427                        |